# Левые радикалы (фракция)
Левые радикалы (фр. Groupe radical-socialiste) — французская парламентская группа, действовавшая в период с 1881 по 1940 год в Палате депутатов Третьей республики. За свою историю несколько раз меняла название. Первоначально объединяла «умеренных радикалов», занимавших крайние левые и левые позиции, к концу «Прекрасной эпохи» превратившись в левоцентристскую группу. В 1914 году партия радикал-социалистов запретила своих членов присоединиться к другим группам. В результате в составе левых радикалов остались только независимые радикалы и группа стала центристской, а в 1930-х годах сместилась на правоцентристское позиции.

## История

### Создание (1881)
В декабре 1881 года по инициативе депутата от Шера Анри Шено в только что избранной Палате депутатов была создана группа Левых радикалов. В её состав вошли парламентарии из рядов Республиканского союза (гамбетисты-оппортунисты) и, в меньшей степени, из крайне левых (непримиримые радикалы), которые, подобно крайне левым требовали радикальных реформ, но поддерживали правительство республиканцев.
В Палате депутатов третьего созыва (1881—1885) в группу входило около пятидесяти членов, в том числе: Шарль Флоке (впоследствии президент Палаты и премьер-министр), Эдуар Локруа (в дальнейшем вице-президент Палаты и министр), Мадье де Монжо, Альфред Наке, Даниэль Вильсон.

### Левое крыло оппортунистов (1881—1895)
В 1885 году радикалы колебались в отношении поддержки правительства, чья политика, как они считали, была слишком компромиссной. Таким образом, ралдикальный лагерь был разделён на тех, кто продолжал оставаться в системе, как Жорж Клемансо, и тех кто был против, как Альфред Наке. Хотя левые радикалы пострадали меньше от раскола по вопросу поддержки правительство, чем крайне левые, всё же их группа тоже была сильно разделена стратегическими и политическими разногласиями. Выборы 1885 года показали, в частности, сильную напряжённость между радикалами и трудности с составлением единых списков. Постепенно внутри двух непримиримых групп разочарование к оппортунизму умеренных радикалов переросло в гнев и даже ненависть, что создало предпосылки для поддержки частью непримиримы буланжизма, даже несмотря на правизну и откровенно антиреспубликанский настрой этого движения. После выборов в группу вошли около сорока депутатов, но затем группа расширялась вправо и влево, приблизившись в 1889 году к сотне членов.
В 1887—1890 годах группа присоединилась к противникам буланжизма, также выступив против зарождающегося социализма.

### Смещение в левый центр (1895—1912)
На рубеже веков левые радикалы активно поддерживали правительство Пьера Вальдека-Руссо, несмотря на то что мелинистское происхождение которого раздражало многих радикалов, и встали на сторону Альфреда Дрейфуса во время его дела. В первой половине 1900-х годов онини поддержали правительство Эмиля Комба в его антиклерикальной борьбе и в 1905 году при правительстве Рувье голосовали за закон о разделении церкви и государства.
В 1910-е годы левые радикалы достигли пика своего влияния, насчитывая в своих ряда более ста депутатов.
Несмотря на свою декларируемую левизну, левые радикалы не поддерживали социальные законы, такие как закон о рабочих и крестьянских пенсиях, создавший обязательную накопительную пенсионную систему для рабочих старше 65 лет, или введение подоходного налога.

### Разрыв с радикал-социалистами (1913—1914)
Первоначально парламентарии, избранные от Радикально-социалистической партии, основанной в 1901 году, имели право выбирать парламентскую группу, в которой они хотели работать: либо левые радикалы, либо левые радикал-социалисты.
В 1913 году Радикально-социалистическая партия решила, что любой депутат, избранный при поддержке партии, в обязательнмо порядке должен присоединиться к партийной группе Радикально-социалистические республиканцы. Это решение привело к уходу около пятидесяти членов из группы левых радикалов, а число депутатов, входивших в группу, упало до 70. В основном в группе остались более умеренная часть радикалов, которые теперь ориентировались больше вправо, чем влево, а также светские радикалы из числа демократов-республиканцев.

### Союз с центристами (1919—1924)
По окончании Первой мировой войны поправевшая после разрыва с радикал-социалистами группа стала частью Национального блока, поддерживая образовавшиеся консервативные правительства. В январе 1920 года левые радикалы объединились с наиболее радикальной частью левых республиканцев, близких к Демократической и социальной республиканской партией (PRDS). Эта новая группа, насчитывающая около ста двадцати депутатов, стала называться Демократические республиканские левые.

### Правый поворот (1924—1936)
Противостояние между левыми республиканцами, всё более консервативными и яростно выступавшими против Картеля левых, и участвовавшими в нём радикалами привело в 1924 году к воссозданию группы левых радикалов.
Выборы 1924 года стал последними, на которых депутаты от левых радикалов объединились с социалистами: их поворот вправо с 1926 года, провал картеля и поддержка правоориентированного правительства Пуанкаре привела их к разрыву с левыми союзами.
После 1926 года группа выбрала лозунг «ни реакции, ни революции» (фр. ni réaction, ni révolution) и выступала за объединение всех республиканских сил, включая Радикальную партию, которую левые радикалы хотели оторвать от союзов с социалистами, и левых республиканцев, которые постепенно превращались в умеренных правых республиканцев.
Французский историк и социолог Андре Зигфрид описывал левых радикалов как «социально консервативных депутатов, которые не хотели бы разрывать с левыми и поэтому голосуют справа по интересующим вопросам и слева по политическим вопросам». Благодаря своей центристской позиции левые радикалы часто выступали в роли арбитра при конфликтах внутри правительственного большинства.

### Оппозиция Народному фронту (1936—1940)
Крах правых на выборах 1936 года, которые уверенно выиграл Народный фронт, сильно ударил по левым радикалам, которые потеряли по сравнению с предыдущими выборами треть парламентских мандатов.
В 1936 году лидер ведущей правоцентристской партии Демократический альянс (бывшая PRDS) Пьер-Этьен Фланден попытался укрепить пошатнувшиеся позиции своей партии за счёт поглощения независимых радикалов, преобразовав старую парламентскую группу левых республиканцев в Альянс левых республиканцев и независимых радикалов (фр. Alliance des républicains de gauche et des radicaux indépendants). Эта попытка провалилась: группа левых радикалов стала группой Независимых демократов и левых радикалов (фр. Gauche démocratique et radicale indépendante), поглотив при этом большую часть группы независимых левых.

## Исчезновение
Группа исчезла с установлением в 1940 году режима Виши и не была воссоздана при Четвёртой республике. Большинство её бывших членов, столкнувшись с подъёмом марксистских партий и дискредитацией правых, предпочли присоединиться к Радикальной партии, которая теперь отвергала альянсы с левыми, или к умеренным правым группам, таким как Республиканская партия свободы. Её электорат, по преимуществу мужской, больше склонялся к центристам из Народно-республиканского движения.
Идейным наследником левых радикалов считается Объединение левых республиканцев (1946—1958), которое, несмотря на своё название, являлось не левым, а светским правоцентристским движением.

## Численность
| Орган            | Год  | Название                                      | Депутаты | Изм.  |
| ---------------- | ---- | --------------------------------------------- | -------- | ----- |
| Палата депутатов | 1881 | Левые радикалы (GS)                           | 55       | Новая |
| Палата депутатов | 1885 | Левые радикалы (GS)                           | 91       | ▲ 36  |
| Палата депутатов | 1889 | Левые радикалы (GS)                           | 62       | ▼ 29  |
| Палата депутатов | 1893 | Левые прогрессисты (GP)                       | 45       | ▼ 17  |
| Палата депутатов | 1898 | Левые демократы (GD)                          | 45       | ▬     |
| Палата депутатов | 1902 | Левые радикалы (GR)                           | 94       | ▲ 49  |
| Палата депутатов | 1906 | Левые радикалы (GR)                           | 125      | ▲ 31  |
| Палата депутатов | 1910 | Левые радикалы (GR)                           | 118      | ▼ 7   |
| Палата депутатов | 1914 | Левые радикалы (GR)                           | 70       | ▼ 48  |
| Палата депутатов | 1919 | Демократические республиканские левые (GRD)   | 94       | ▼ 24  |
| Палата депутатов | 1924 | Левые радикалы (GR)                           | 43       | ▼ 51  |
| Палата депутатов | 1928 | Левые радикалы (GR)                           | 54       | ▲ 11  |
| Палата депутатов | 1932 | Левые радикалы (GR)                           | 51       | ▲ 3   |
| Палата депутатов | 1936 | Левые демократы и независимые радикалы (GDRI) | 35       | ▼ 16  |